# Тереховка (Рогачёвский район)
Тереховка (бел. Церахоўка) — деревня в Старосельском сельсовете Рогачёвского района Гомельской области Беларуси.
На южной окраине железная дорога.

## География

### Расположение
В 11 км на север от районного центра и железнодорожной станции Рогачёв (на линии Могилёв — Жлобин), 132 км от Гомеля.

### Гидрография
На реке Добрица (приток реки Днепр).

## Транспортная сеть
Транспортные связи по просёлочной, затем автомобильной дороге Старое Село — Рогачёв. Планировка состоит из короткой прямолинейной меридиональной улицы, застроенной деревянными усадьбами.

## История
По письменным источникам известна с XIX века как селение в Кистенёвской волости Рогачёвского уезда Могилёвской губернии. Согласно переписи 1897 года деревня Тереховка (она же Селище). В 1930 году организован колхоз. Во время Великой Отечественной войны действовала подпольная группа (руководитель У. Ф. Мазепина). Деревенская молодежь передала партизанам 17 винтовок, 6 гранат, 500 патронов. 6 жителей погибли на фронте. Согласно переписи 1959 года в составе подсобного хозяйства районного объединения «Сельхозхимия» (центр — деревня Станьков).

## Население

### Численность
- 2004 год — 7 хозяйств, 13 жителей.

### Динамика
- 1897 год — 31 двор, 97 жителей (согласно переписи).
- 1959 год — 90 жителей (согласно переписи).
- 2004 год — 7 хозяйств, 13 жителей.